# Mario Malouin
 (octobre 2018).
Si vous disposez d'ouvrages ou d'articles de référence ou si vous connaissez des sites web de qualité traitant du thème abordé ici, merci de compléter l'article en donnant les références utiles à sa vérifiabilité et en les liant à la section « Notes et références ».
Mario Malouin, né le 2 juin 1956, est un scénariste et dessinateur québécois de bande dessinée.

## Biographie
Mario Malouin fait ses études secondaires au Petit Séminaire de Québec. En 1974, il publie la revue de bande dessinée Plouf en tant qu'éditeur, imprimeur, rédacteur en chef, auteur et distributeur. Entre 1975 et 1978, il participe au  Festival international de la bande dessinée de Montréal à l'Université de Montréal. En 1978, il publie Vis et rail dans le journal étudiant Matricule de l’Université Laval et, en 1984, a lieu la publication de son premier album de bande dessinée, Une saison dans la vie d'Arthur Leroy, , suivi d'un second album en 1985. Les Beausoleil, publiée en strips dans des journaux, fait l'objet d'un album en 1987 aux Éditions D’Amours. En 1985 a lieu l'exposition Et vlan! à la bibliothèque de Sainte-Foy.
En 1986, Malouin participe à une exposition de bande dessinée, Jornadas del comic de Zaragoza, à Saragosse en Espagne, sur le thème de la bande dessinée américaine non États-Unis. En 1987, il co-fonde le magazine Safarir où, par la suite, il publie des illustrations et entame les séries en bande dessinée Les P’tits Monstres, Guerre... épais !, les aventures d’Alphonse, Au pied du grand totem, Grokon le monstre, L’Astronaute(scénario), Shérif Babette, Thatuk L’Inuk, Céline Bombay exploratrice, Didier et Don Cartoone. En 1988, Malouin expose au 25e Salon International de la Caricature de Montréal. Cette même année, il se mérite un Prix Bédéis causa pour l’ensemble de sa carrière lors du tout Ier Festival de la bande dessinée francophone de Québec.
Il est président de la SCABD (Société des créateurs et amis de la bande dessinée) entre 1990 et 1991. En 1991, il collabore au collectif réunissant BD et littérature, projet parrainé par l’ACIBD (association des créateurs et intervenants de la bande dessinée), qui donne lieu à une exposition itinérante et un recueil, Écrans d'arrêt. Cette même année, les éditions Documentor publient ses illustrations dans Contes et sortilèges des quatre coins du Québec. En 1992, le personnage « Trilobeatnik », petit fossile grognon, est créé et publié par la Société de Paléontologie du Québec ; c'est aussi en 1992 que débute la collaboration de Malouin avec 7jours, contrat qui durera douze ans. En 1993, Studio Montag Éditeur publie l'album Au pied du Grand Totem et Le Monde du Spectacle paraît aux éditions 7 jours.
En 1994 paraît Guerre...Épais! aux éditions Falardeau, suivi en 1995 par Drôlement piquant chez Safarir, qui connaît une suite en 1996. En 1997 a lieu la publication de l'album Le Monde de la Télé aux éditions 400 coups ; le même éditeur publie en 1998 Grokon le Monstre, tandis que Safarir commercialise le troisième tome de Drôlement piquant. Chez cet éditeur, Malouin anime la chronique « Les échos de la BD » à partir de 1999. En 2000, Malouin cherche à conclure un parrainage parrainage entre le Festival de Saint-Malo et celui de Québec. En 2001, alors qu'il est coordinateur chez Safarir, il lance le supplément BD SafBD. En 2006, Malouin quitte Safarir et entame une collaboration avec le magazine européen Spirou en tant que scénariste de la série L’Astronaute ; en parallèle, il est chroniqueur de BD pour Summum pendant deux ans, puis en 2007 il illustre la chronique « Sortir ». En 2008 paraît L'Astronaute (scénario : Malouin ; dessin : Jean-Philippe Morin) chez Glénat-Québec, division indépendante de Glénat France. En 2009, ce même éditeur publie Donat Toulmonde, bête politique, en collaboration avec Violaine Piché (compagne de Malouin).
En 2010, Malouin illustre la troisième édition du livre La vie en tranches de Camillo Zacchia, publié par l'Institut Universitaire Douglas. Malouin est scénariste et dessinateur de G8, publié en 2011 chez Glénat-Québec. Il participe à l'album collectif Un moment d'impatience, par Les Impatients ; un autre album suit : Le bonheur... C'est quand c'est l'heure en 2016. En 2015, Don Cartoone - Un parfum de corruption (scénario : Éric Laflamme ; dessin : Malouin ; couleurs : Violaine Piché) paraît chez Vents d’Ouest (Québec). Il participe également à l'exposition au Musée Populaire du Québec à Trois-Rivières, portant sur la BD québécoise. À partir de 2016, Malouin relance sa maison d'édition, les éditions Malouin, où il publie Récits Piquants lors du Comiccon de Québec, suivi en 2017 de Shérif Babette. En 2018, Malouin signe l'album La naissance d'Henri avec la compagnie de Submersibles Petershark et publie Justine, hôtesse de l'air.

## Publications

### Périodiques
- Plouf[1] (éditeur, rédacteur en chef, correcteur et auteur).
- L’Appel, Le Rond-point (auteur de strips hebdo)
- Le Peuple Tribune (strips hebdo d’Arthur Leroy)
- Somnambulle[7], [8] (strip d’Arthur Leroy)
- Safarir (auteur fondateur, séries et planches)
- Zeppelin[9] (planches)
- Sept Jours (planches hebdo du Monde de la Télé et caricatures hebdomadaires)
- Dernière heure (illustrations d’articles)
- Tv-Hebdo (continuité de la page du Monde de la Télé)
- Nuts (le pendant américain de Safarir : entre autres, Grokon le monstre)
- Safarir France (adaptation du Safarir du Québec pour le public français)
- Summum (Le retour d’Arthur, puis Skrotum)
- Délire (Justine hôtesse de l’air et couvertures et BD répondant du couvert).
- Spirou HeBDo (scénarios de la série L’Astronaute).
- GéoAdo (republications de L’Astronaute).
- La Récré (republication de Grokon le monstre).

### Albums
- 1984 : Une saison dans la vie d’Arthur Leroy[2], [3], à compte d’auteur.
- 1985 : Le roi de la jungle radio funique[4], à compte d’auteur.
- 1985 : Et vlan ! On s'expose... Quinze ans de bande dessinée dans la région de Québec — 1971/1985[3], Société des créateur(trice)s et ami(e)s de la Bande dessinée (ScaBD)
- 1987 : Les Beausoleil, Éditions D’Amours.
- 1988 : Suivi de la correspondance (illustrations), Joël Raiffaud éditeur.
- 1991 : Écrans d’arrêt (collectif), ACIBD éditeur.
- 1991 : Contes et sortilèges des quatre coins du Québec, (illustrations), Documentor.
- 1993 : Le monde du spectacle, éditions 7jours.
- 1993 : Le langage et l’affectivité à travers l’analyse des objets de jeu (illustrations), Documentor.
- 1993 : Au pied du grand totem, éditions Montag.
- 1994 : Guerre...Épais!, éditions Falardeau.
- 1995 : Drôlement piquant, éditions Safarir.
- 1996 : Drôlement piquant 2, éditions Safarir.
- 1997 : Le monde de la télé, éditions 400coups.
- 1998 : Grokon le monstre, éditions 400coups.
- 1998 : Drôlement piquant 3, éditions Safarir.
- 2000 : Le monde de la télé 2, éditions 400coups.
- 2003 : Drôlement piquant 4, éditions Safarir.
- 2008 : L'Astronaute, éditions Glénat-Québec.
- 2009 : Donat Toulmonde, bête politique, éditions Glénat-Québec.
- 2010 : La vie en tranches, tome 3 (illustrations), Institut Douglas.
- 2011 : G8, éditions Glénat-Québec.
- 2014 : Un moment d’impatience (collectif), éditions Les Impatients.
- 2015 : Don Cartoone-un parfum de corruption, éditions Vents d’Ouest (Québec).
- 2016 : Le bonheur... c'est quand c'est l'heure (collectif), éditions les Impatients.
- 2016 : Récits piquants, éditions Malouin.
- 2017 : Shérif Babette, éditions Malouin.
- 2018 : Justine, hôtesse de l'air, éditions Malouin.
- 2018 : Piquant#1(grand format), Amazon et éditions Malouin.
- 2019 : Piquant#2 (grand format), Amazon et éditions Malouin.

## Expositions

### Collectives
- 1985 : Et Vlan ! On s'expose... Quinze ans de bande dessinée dans la région de Québec — 1971/1985[5], [10], Galerie d'art La Passerelle, Sainte-Foy, Premier Salon international de la bande dessinée de Montréal, Montréal ;
- 1991 : Gag[11], Centre de documentation et d'animation en bande dessinée, Québec.

## Prix et récompenses
- 1988 :  Lauréat Prix Bédéis causa[6] du Ier Festival de la bande dessinée francophone de Québec, pour l’ensemble de sa carrière, Québec ;
- 1993 :  Lauréat Prix Bédéis causa[12] bande dessinée de l’année, magazine Zeppelin, VIe Festival de la bande dessinée francophone de Québec, Québec ;
- 1994 :  Lauréat Prix du Journal de Québec[13], VIIe Festival de la bande dessinée francophone de Québec pour Le Monde du Spectacle, Québec ;
- 2014 :  Lauréat Prix Jean-Guy-Lemay, IXe Festival 1001 Visages de la caricature, pour l’ensemble de son oeuvre en bande dessinée, Val-David ;
- 2023 :  Lauréat Prix reconnaissance en bande dessinée[14] de la Ville de Québec pour son apport à la pratique du 9e art.